# Грују Лупулуј (Валча)
Грују Лупулуј (рум. Gruiu Lupului) насеље је у Румунији у округу Валча у општини Раковица. Oпштина се налази на надморској висини од 551 m.

## Становништво
Према подацима из 2002. године у насељу је живело 143 становника, од којих су сви румунске националности.